# 加茂信用金庫
加茂信用金庫（かもしんようきんこ　英語：Kamo Shinkin Bank）は、新潟県加茂市に本店を置く信用金庫である。

## 沿革
- 1952年7月 - 加茂信用組合として設立。
- 1954年4月 - 信用金庫法により加茂信用金庫に改組。
- 2008年4月 - 加茂市指定金融機関に指定される。
- 2022年9月20日 - この日から磁気の影響を受けにくい新しい通帳（Hi-Co通帳）を取扱開始した(Hi-Co通帳に対応していない信用金庫ATMではHi-Co通帳は使えない。)[1]。